# Thomas Lauritsen
Thomas Lauritsen (* 16. November 1915 in Kopenhagen; † 16. Oktober 1973 in Pasadena) war ein US-amerikanischer experimenteller Kernphysiker.
Er war der Sohn des Kernphysikers Charles Christian Lauritsen und wurde in Dänemark geboren. Er studierte am California Institute of Technology (Caltech) in Pasadena, wo er 1936 seinen Bachelor-Abschluss machte und 1939 promoviert wurde. Er half dort seinem Vater beim Aufbau von dessen Labor für experimentelle Kernphysik (zum Beispiel an einem elektrostatischen Generator vom van de Graaff Typ). Als Post-Doktorand war er 1939/40 bei Niels Bohr in Kopenhagen mit einem Rockefeller-Stipendium, musste das Land nach der deutschen Invasion verlassen und war 1941 am National Bureau of Standards. Ab 1942 war er wieder am Caltech, wo er 1946 Assistant Professor, 1950 Associate Professor und 1955 Professor wurde. Im Zweiten Weltkrieg arbeitete er in militärischer Forschung für die US Navy (wie auch sein Vater, William A. Fowler und andere Mitglieder des Kellogg Radiation Laboratory), zum Beispiel Feststoffraketen. Lauritsen war auch am Manhattan Project beteiligt 1945 in Los Alamos (an nicht-nuklearen Bauteilen der Atombombe).
Lauritsen befasste sich insbesondere mit der Spektroskopie leichter Kerne und gab regelmäßig die Energy levels of light nuclei Übersichten heraus, in Zusammenarbeit mit seinem Vater, Fowler, Philip Morrison, W. F. Hornyak und später Fay Ajzenberg-Selove.
Am Niels Bohr Institut in Kopenhagen war er auch 1952/53 (als Fulbright Lecturer) und 1963/64 tätig.
Er war zweimal verheiratet, in erster Ehe mit einer Dänin. Aus seiner zweiten Ehe seit 1946 hatte er zwei Kinder.
Seit 1965 war Lauritsen Mitglied der Königlich Dänischen Akademie der Wissenschaften, seit 1969 Mitglied der National Academy of Sciences und der American Academy of Arts and Sciences. 1972 stand er der Abteilung Kernphysik der American Physical Society vor, und er vertrat 1963 bis 1972 die USA in der IUPAP im Bereich Kernphysik.